# Juśkowce (przystanek kolejowy)
Juśkowce (ukr. Юськівці, ros. Юськовцы) – przystanek kolejowy w miejscowości Juśkowce, w rejonie krzemienieckim, w obwodzie tarnopolskim, na Ukrainie. Położony jest na linii Szepetówka – Tarnopol. Jest ostatnim przystankiem na tej linii zarządzanym przez Kolej Południowo-Zachodnią.
Przystanek istniał przed II wojną światową. Był wówczas ostatnim punktem zatrzymywania się pociągów w Polsce przed granicą z Sowietami.